# Singoli al numero uno nella Billboard Hot 100 nel 2014
Di seguito è proposta la lista dei singoli al numero uno nella Billboard Hot 100 nel 2014.

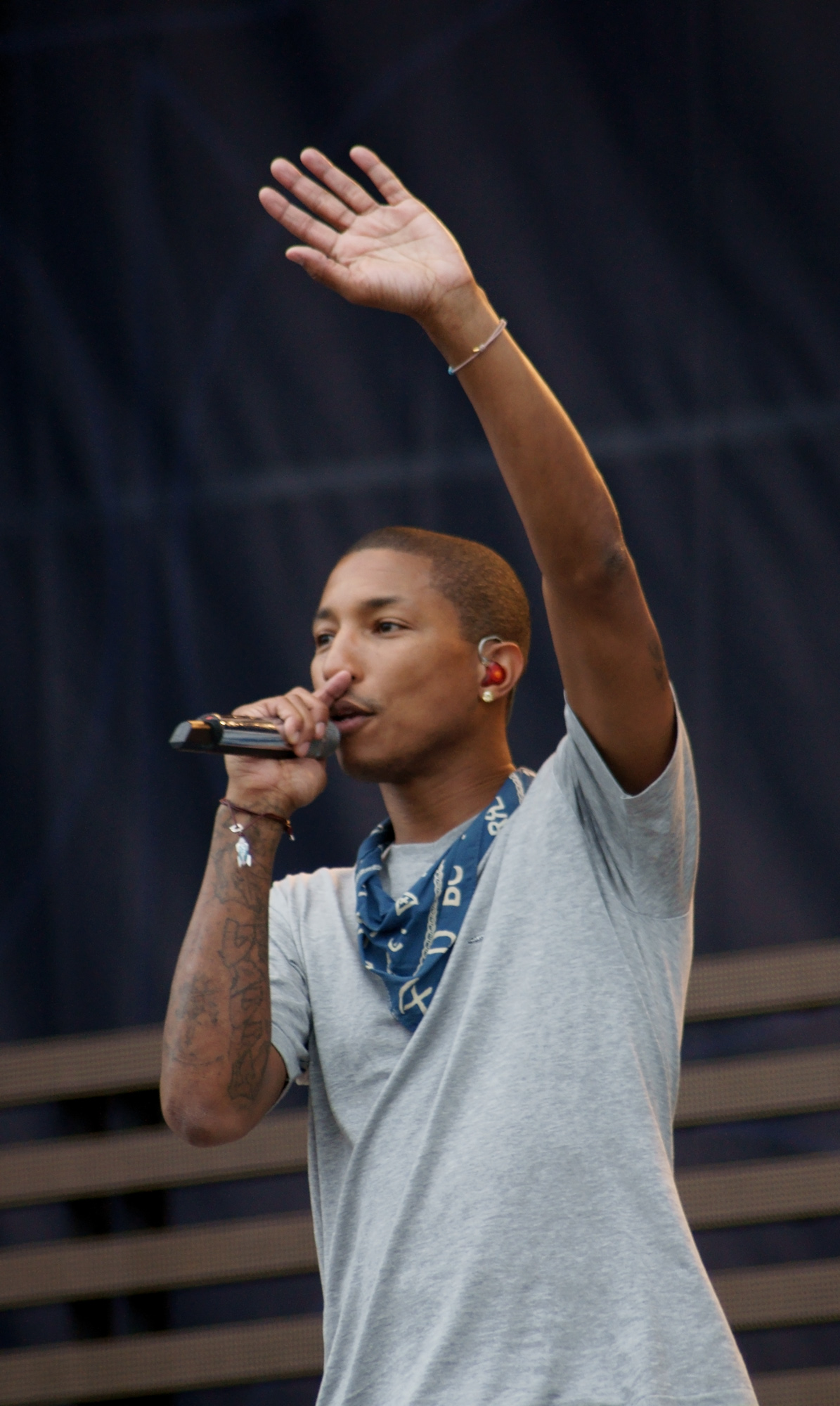
Happy di Pharrell Williams è il singolo più venduto del 2014 nonché il brano con più settimane al numero uno.

La Billboard Hot 100 è una classifica dei singoli più venduti negli Stati Uniti d'America redatta dal magazine Billboard e stilata sulla base dei dati di vendita calcolati non solo sugli album venduti "fisicamente", ma anche sulle vendite digitali, sui passaggi in radio e dalle visualizzazioni settimanali dei video su YouTube.
Durante il 2014 sono stati nove i singoli a raggiungere la vetta della Hot 100, ai quali si aggiunge The Monster, di Eminem e Rihanna, che aveva iniziato il suo dominio già nel dicembre 2013. Di queste dieci canzoni totali, quattro sono state delle collaborazioni tra più artisti.
In totale sono stati tredici gli artisti ad avere un singolo alla prima posizione durante il 2014, sei dei quali —Juicy J, John Legend, Iggy Azalea, Charli XCX, i Magic! e Meghan Trainor— hanno ottenuto la prima numero uno della carriera.
La canzone con il maggior numero di settimane in cima alla Hot 100 è stata Happy del cantante americano Pharrell, che ha regnato per dieci settimane conclusive. La canzone, inoltre, sulla base degli indicatori utilizzati da Billboard, si è posizionata al primo posto anche della classifica di fine Billboard Year-End Hot 100.
A maggio, All of Me di John Legend ha raggiunto la numero uno nella sua trentesima settimana di permanenza della classifica, diventando la terza canzone che ha impiegato il maggior numero di settimane a raggiungere la vetta della Hot 100, dopo Macarena (Bayside Remix) (1996) dei Los del Río e Amazed (2000) dei Lonestar. La canzone inoltre è anche la terza numero uno ad essere accompagnata esclusivamente da pianoforte e voce, dopo Someone Like You di Adele e When I Was Your Man di Bruno Mars.

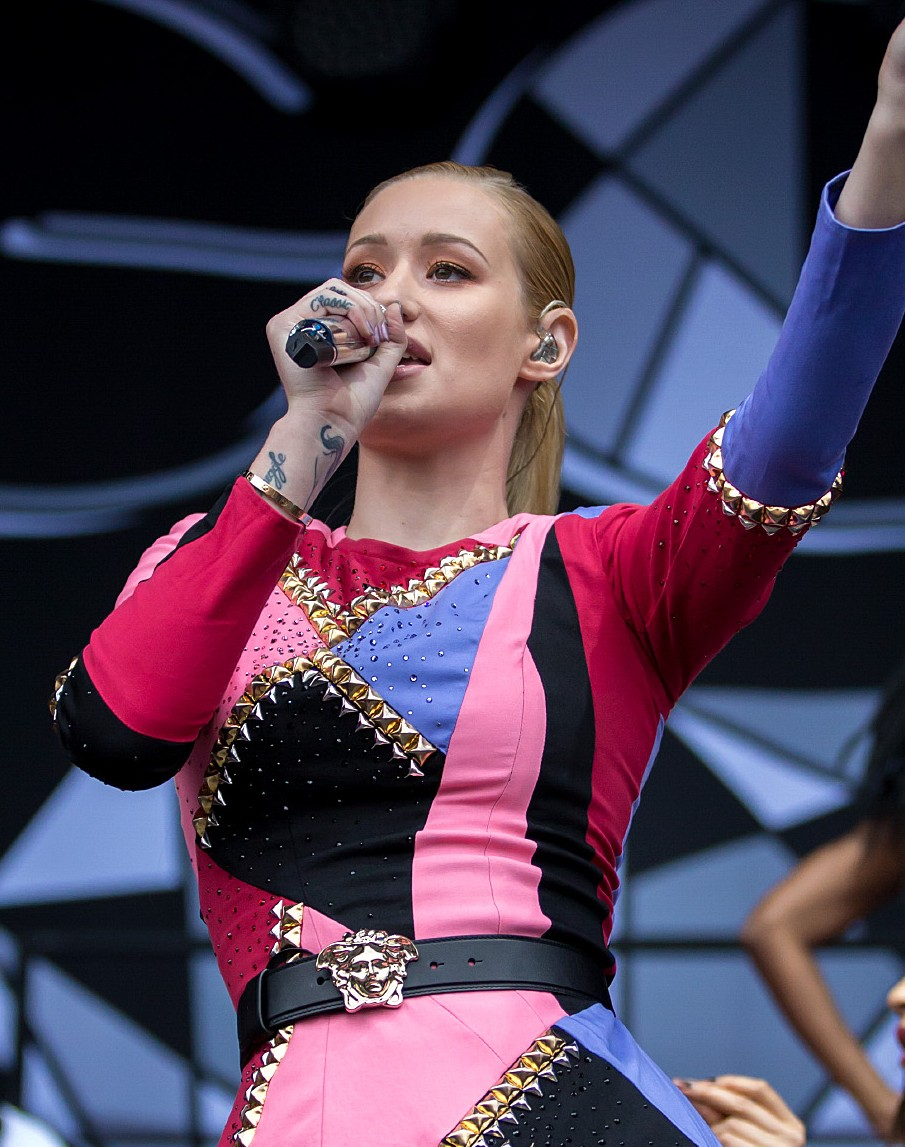
Iggy Azalea è diventata la quarta rapper con un singolo alla numero uno, la prima non di nazionalità americana. Inoltre, la sua Fancy ha stazionato alla prima posizione per sette settimane consecutive, diventando la canzone con il maggior numero di settimane alla uno per una rapper donna.

Iggy Azalea, grazie alla sua Fancy —che vede anche la collaborazione della cantante britannica Charli XCX— è diventata la quarta rapper donna ad avere una numero uno nella Hot 100, dopo Lauryn Hill, Lil' Kim e Shawnna, e la prima non di nazionalità americana. Rimanendo in classifica per sette settimane consecutive, Fancy è diventata la canzone di una rapper donna con il maggior numero di settimane trascorse in vetta alla Hot 100, record che sarà poi eguagliato da Lizzo con Truth Hurts nel 2019. Inoltre, grazie a Problem, della cantante americana Ariana Grande in collaborazione con Iggy Azalea, quest'ultima ha occupato simultaneamente la prima e la seconda posizione della Hot 100.  
A novembre, Blank Space della cantautrice americana Taylor Swift ha rimpiazzato alla prima posizione la sua stessa Shake It Off. Così facendo, la Swift è diventata la prima e unica artista donna finora, la decima artista in generale, ad auto-sostituirsi in vetta alla Hot 100. Inoltre, proprio grazie a questi due singoli, la cantante è stata l'unica artista ad avere più di un singolo al numero uno nel 2014. Shake It Off, inoltre, è stata l'unica canzone dell'anno a debuttare direttamente in prima posizione.
Il 2014 è stato inoltre il primo anno in 18 anni che ha visto tutte le sue numero uno posizionarsi all'interno della Billboard Decade-End Hot 100 del 2010-2019. Tale circostanza si verificò l'ultima volta con i singoli alla numero uno del 1996, che si posizionarono tutti all'interno della Billboard Decade-End Hot 100 del 1990-1999.

## Hot 100

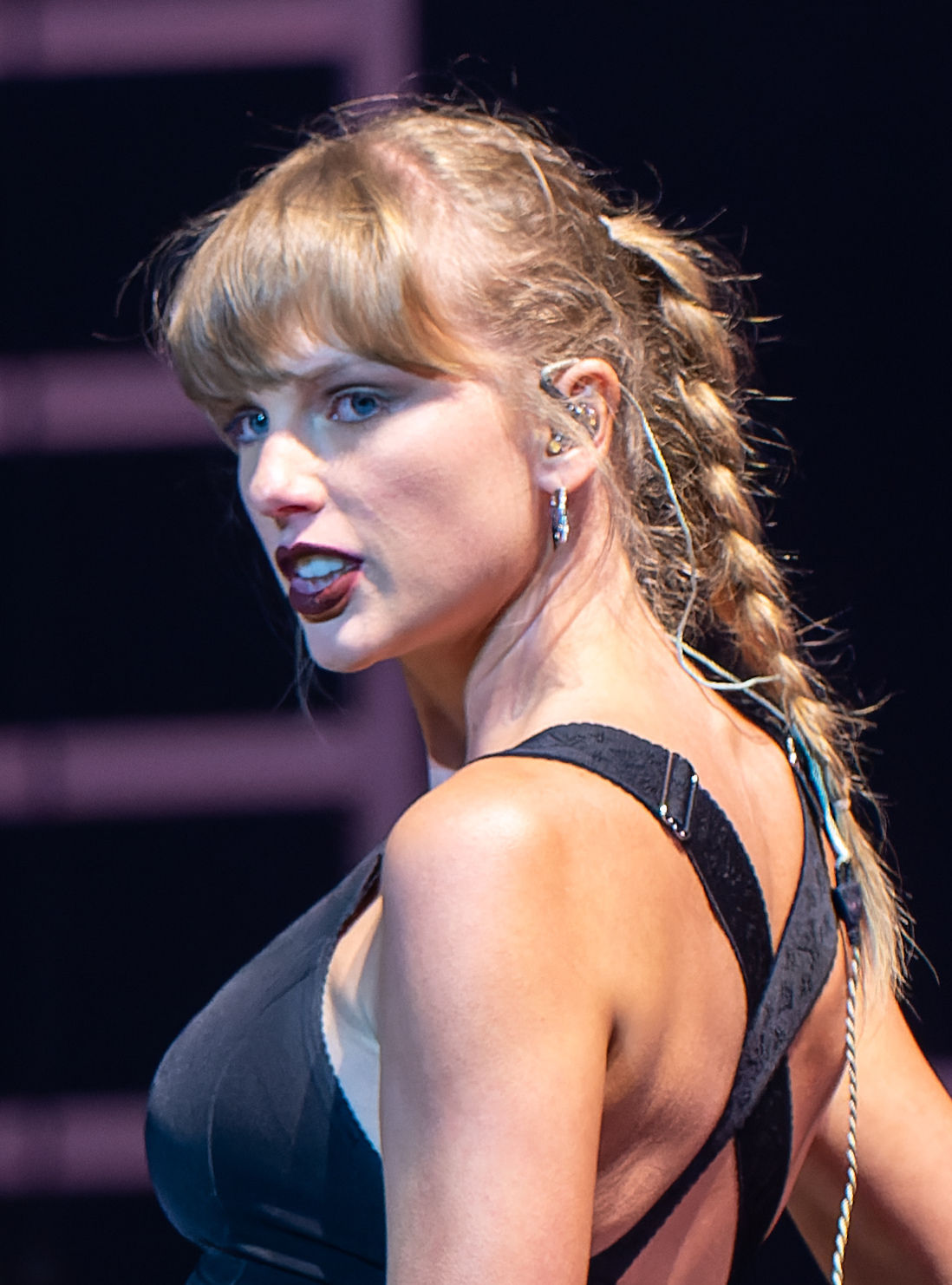
Taylor Swift ha infranto diversi record nel 2014. Shake It Off è stato l'unico debutto al numero uno, inoltre, grazie a Blank Space, è l'unica cantante dell'anno ad aver avuto due canzoni nella prima posizione. In aggiunta, è l'unica donna nella storia della classifica ad essersi auto-rimpiazzata al primo posto.

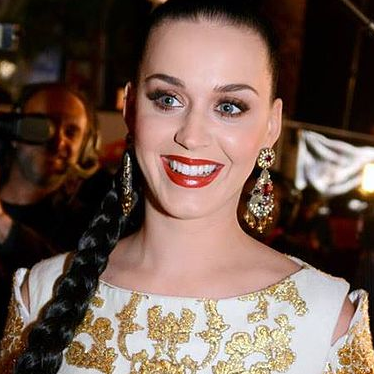
Con Dark Horse, Katy Perry ha ottenuto la sua 9° numero in meno di sei anni.

| † | Indica la canzone con le migliori prestazioni del 2014 |

| Data         | Brano               | Artista                      | Totale settimane al numero 1 | Fonti  |
| ------------ | ------------------- | ---------------------------- | ---------------------------- | ------ |
| 4 gennaio    | The Monster         | Eminem feat. Rihanna         | 4                            | [ 2 ]  |
| 11 gennaio   | The Monster         | Eminem feat. Rihanna         | 4                            | [ 3 ]  |
| 18 gennaio   | Timber              | Pitbull feat. Kesha          | 3                            | [ 4 ]  |
| 25 gennaio   | Timber              | Pitbull feat. Kesha          | 3                            | [ 5 ]  |
| 1º febbraio  | Timber              | Pitbull feat. Kesha          | 3                            | [ 6 ]  |
| 8 febbraio   | Dark Horse          | Katy Perry feat. Juicy J     | 4                            | [ 7 ]  |
| 15 febbraio  | Dark Horse          | Katy Perry feat. Juicy J     | 4                            | [ 8 ]  |
| 22 febbraio  | Dark Horse          | Katy Perry feat. Juicy J     | 4                            | [ 9 ]  |
| 1º marzo     | Dark Horse          | Katy Perry feat. Juicy J     | 4                            | [ 10 ] |
| 8 marzo      | Happy †             | Pharrell Williams            | 10                           | [ 11 ] |
| 15 marzo     | Happy †             | Pharrell Williams            | 10                           | [ 12 ] |
| 22 marzo     | Happy †             | Pharrell Williams            | 10                           | [ 13 ] |
| 29 marzo     | Happy †             | Pharrell Williams            | 10                           | [ 14 ] |
| 5 aprile     | Happy †             | Pharrell Williams            | 10                           | [ 15 ] |
| 12 aprile    | Happy †             | Pharrell Williams            | 10                           | [ 16 ] |
| 19 aprile    | Happy †             | Pharrell Williams            | 10                           | [ 17 ] |
| 26 aprile    | Happy †             | Pharrell Williams            | 10                           | [ 18 ] |
| 3 maggio     | Happy †             | Pharrell Williams            | 10                           | [ 19 ] |
| 10 maggio    | Happy †             | Pharrell Williams            | 10                           | [ 20 ] |
| 17 maggio    | All of Me           | John Legend                  | 3                            | [ 21 ] |
| 24 maggio    | All of Me           | John Legend                  | 3                            | [ 22 ] |
| 31 maggio    | All of Me           | John Legend                  | 3                            | [ 23 ] |
| 7 giugno     | Fancy               | Iggy Azalea feat. Charli XCX | 7                            | [ 24 ] |
| 14 giugno    | Fancy               | Iggy Azalea feat. Charli XCX | 7                            | [ 25 ] |
| 21 giugno    | Fancy               | Iggy Azalea feat. Charli XCX | 7                            | [ 26 ] |
| 28 giugno    | Fancy               | Iggy Azalea feat. Charli XCX | 7                            | [ 27 ] |
| 5 luglio     | Fancy               | Iggy Azalea feat. Charli XCX | 7                            | [ 28 ] |
| 12 luglio    | Fancy               | Iggy Azalea feat. Charli XCX | 7                            | [ 29 ] |
| 19 luglio    | Fancy               | Iggy Azalea feat. Charli XCX | 7                            | [ 30 ] |
| 26 luglio    | Rude                | Magic!                       | 6                            | [ 31 ] |
| 2 agosto     | Rude                | Magic!                       | 6                            | [ 32 ] |
| 9 agosto     | Rude                | Magic!                       | 6                            | [ 33 ] |
| 16 agosto    | Rude                | Magic!                       | 6                            | [ 34 ] |
| 23 agosto    | Rude                | Magic!                       | 6                            | [ 35 ] |
| 30 agosto    | Rude                | Magic!                       | 6                            | [ 36 ] |
| 6 settembre  | Shake It Off        | Taylor Swift                 | 4                            | [ 37 ] |
| 13 settembre | Shake It Off        | Taylor Swift                 | 4                            | [ 38 ] |
| 20 settembre | All About That Bass | Meghan Trainor               | 8                            | [ 39 ] |
| 27 settembre | All About That Bass | Meghan Trainor               | 8                            | [ 40 ] |
| 4 ottobre    | All About That Bass | Meghan Trainor               | 8                            | [ 41 ] |
| 11 ottobre   | All About That Bass | Meghan Trainor               | 8                            | [ 42 ] |
| 18 ottobre   | All About That Bass | Meghan Trainor               | 8                            | [ 43 ] |
| 25 ottobre   | All About That Bass | Meghan Trainor               | 8                            | [ 44 ] |
| 1º novembre  | All About That Bass | Meghan Trainor               | 8                            | [ 45 ] |
| 8 novembre   | All About That Bass | Meghan Trainor               | 8                            | [ 46 ] |
| 15 novembre  | Shake It Off        | Taylor Swift                 | 4                            | [ 47 ] |
| 22 novembre  | Shake It Off        | Taylor Swift                 | 4                            | [ 48 ] |
| 29 novembre  | Blank Space         | Taylor Swift                 | 7                            | [ 49 ] |
| 6 dicembre   | Blank Space         | Taylor Swift                 | 7                            | [ 50 ] |
| 13 dicembre  | Blank Space         | Taylor Swift                 | 7                            | [ 51 ] |
| 20 dicembre  | Blank Space         | Taylor Swift                 | 7                            | [ 52 ] |
| 27 dicembre  | Blank Space         | Taylor Swift                 | 7                            | [ 53 ] |

Note:
1. ↑  The Monster non si è classificata all'interno della Decade-End Hot 100 2010-2019, ma aveva iniziato il suo dominio al numero uno nel 2013.
2. ↑  Ha raggiunto il numero uno anche nel 2013
3. ↑  Ha raggiunto il numero uno anche nel 2015

## Top 10 Year-End 2014
Alla fine di ogni anno, Billboard pubblica una lista delle 100 canzoni che hanno avuto più successo nella Hot 100 durante l'anno di riferimento. Il periodo di riferimento non equivale a tutte le 52 settimane dell'anno ma, per il 2014, sono stati presi in considerazione i dati del periodo compreso tra il 7 dicembre 2013 e il 29 novembre 2014. La classifica di fine anno Year-End 2014 è stata pubblicata il 9 dicembre 2014. Di seguito sono indicate le prime 10 posizioni della classifica di fine anno.
| #  | Brano               | Artista/i                       | Posizione massima | Fonti  |
| -- | ------------------- | ------------------------------- | ----------------- | ------ |
| 1  | Happy               | Pharrell Williams               | 1                 | [ 54 ] |
| 2  | Dark Horse          | Katy Perry feat. Juicy J        | 1                 | [ 54 ] |
| 3  | All of Me           | John Legend                     | 1                 | [ 54 ] |
| 4  | Fancy               | Iggy Azalea feat. Charli XCX    | 1                 | [ 54 ] |
| 5  | Counting Stars      | OneRepublic                     | 2                 | [ 54 ] |
| 6  | Talk Dirty          | Jason Derulo feat. 2 Chainz     | 3                 | [ 54 ] |
| 7  | Rude                | Magic!                          | 1                 | [ 54 ] |
| 8  | All About That Bass | Meghan Trainor                  | 1                 | [ 54 ] |
| 9  | Problem             | Ariana Grande feat. Iggy Azalea | 2                 | [ 54 ] |
| 10 | Stay with Me        | Sam Smith                       | 2                 | [ 54 ] |